# 夏潛
夏潛（1536年—？），字孔昭，號慎吾，直隸大名府長垣縣人，民籍，明朝政治人物。

## 生平
嘉靖三十七年（1558年）戊午科順天府鄉試第一百十五名舉人。隆慶五年（1571年）中式辛未科會試第三百四名，三甲第三百一十三名進士。吏部觀政，授户部主事，丁憂歸。萬曆六年（1578年）复除本部，差监兑湖广，卒于湖广。

## 家族
曾祖夏友；祖父夏晨；父夏鋒，贈户部主事。母宋氏。具庆下。兄夏淃、夏淘。弟夏溥。